# Jardín mediterráneo de Mas de la Serre
El Jardín mediterráneo de Mas de la Serre (en francés : Jardin méditerranéen du Mas de la Serre, también conocido como Arboretum du Mas de la Serre o como Biodiversarium), es un arboreto y jardín botánico de Francia de 3 hectáreas de extensión, que se encuentra en la comuna de Banyuls-sur-Mer, en el departamento de Pyrénées-Orientales.
Es un antiguo centro de ecología terrestre que está administrado y es propiedad del « Université Pierre et Marie Curie, Laboratoire Arago ». Está abierto al público en general. Se paga una tarifa de entrada. 

## Historia
En su fundación en 1957 por el profesor Georges Petit, que era en ese momento el director de Laboratorio Arago de Banyuls-sur-Mer, el Centro de Ecología Terrestre del Mediterráneo, conocido más familiarmente como "Mas de la Serre," tenía como objetivo la educación superior y la investigación en el campo de la ecología terrestre. 
En 2008, el Laboratorio Arago cerró las puertas del jardín, a raíz de las últimas actividades de investigación para volver a abrir en 2010 con la creación de "Biodiversarium". 
Ahora bien, este antiguo centro de ecología terrestre está abierto al público enfocado en la biodiversidad y el momento presente de los Pirineos Orientales. 

## Colecciones
Desde junio de 2010, este jardín mediterráneo está abierto al público en general con acceso remodelado para deshabilitado. 
El parque se extiende sobre 3 hectáreas y una sucesión de ambientes reconstituidos permite al visitante descubrir un resumen de la excepcional diversidad vegetal desde los picos de alta montaña a las dunas costeras. 
Una sala de conferencias y una exposición permanente ofrece la oportunidad de entender mejor la biodiversidad, a veces inesperada.
Se pueden admirar :
- Las terrazas con plantas procedentes de todo el mundo;
- Olivar con sus experimentos actuales sobre cambios de comportamiento en las hormigas;
- Un prado de Brachypodes;
- La estación meteorológica en el lugar desde 1957;
- Un laboratorio público;
- Una sala de exposición sobre la biodiversidad;
- Un bosque.